# Sudbury Wolves
Die Sudbury Wolves sind ein professionelles kanadisches Eishockeyteam aus Greater Sudbury, Ontario, das in der Juniorenliga Ontario Hockey League spielt.

## Geschichte
Sudbury besaß seit dem Ersten Weltkrieg fast ununterbrochen eine Eishockeymannschaft mit dem Beinamen "Wolves" oder "Cub Wolves". Zu dieser Zeit stand unter anderem Larry Aurie im Kader der Wolves. Die Sudbury Cub Wolves aus der Northern Ontario Junior Hockey League gewannen bereits 1932 und 1935 die George Richardson Memorial Trophy als Ostkanadischer Meister. 1932 konnten sie zusätzlich den Memorial Cup gewinnen. Das Team repräsentierte Kanada bei den Weltmeisterschaften 1938 und 1949, beim erstgenannten Turnier konnte es die Goldmedaille gewinnen.
Ab 1959 spielten die Wolves in der Eastern Professional Hockey League. Gerry Cheevers stand in dieser Zeit im Tor des Teams.
1962 wurde ein unter dem Namen „Sudbury Wolves“ startendes Team Mitglied der Northern Ontario Junior Hockey League. 1969 und 1971 gewann diese Mannschaft die McNamara Trophy als Meister der NOJHL. 1972 kauften die Inhaber der Sudbury Wolves aus der NOJHL die Niagara Falls Flyers aus der Ontario Hockey Association, die beiden Vereine wurde als "Sudbury Wolves" in der OHA zusammengeschlossen.
Die aktuellen Sudbury Wolves gewannen noch nie den J. Ross Robertson Cup, die Meisterschaft der OHL und nahmen somit noch nie an der Endrunde um den Memorial Cup teil. 1976 gewannen die Hamilton Spectator Trophy als punktbestes Team der regulären Saison, im selben Jahr erreichte das Franchise das Finale der OHA, dort verlor man jedoch gegen den späteren Memorial-Cup-Gewinner Hamilton Fincups in fünf Spielen. Anfang der 1980er-Jahre wurde das Team von Billy Harris trainiert. 2007 erreichten die Wolves erneut das OHL-Finale, verloren jedoch gegen die Plymouth Whalers.
Trotz der drittlängsten Zeit ohne Titel in der gesamten Canadian Hockey League haben die Wolves seit Jahren in der heimischen, 5.743 Zuschauer fassenden Sudbury Community Arena eine der höchsten Zuschauerzahlen der gesamten Liga.

## Erfolge
| Vizemeister der OHL - 1976: Niederlage gegen die Hamilton Fincups - 2007: Niederlage gegen die Plymouth Whalers George Richardson Memorial Trophy Ostkanadischer Meister - 1932: gegen die Ottawa Shamrocks - 1935: gegen die Ottawa Rideaus Bobby Orr Trophy Meister Eastern Conference - 2006/2007 | Hamilton Spectator Trophy Meister der regulären Saison - 1975/1976 – 102 Punkte Leyden Trophy Meister Leyden Division - 1975/1976 Emms Trophy Meister Central Division - 2000/2001 |

## Auszeichnungen
- 1975/76: Jim Bedard – Dave Pinkney Trophy (Niedrigster Gegentorschnitt)
- 1978/79: Mike Foligno – Red Tilson Trophy (Bester Spieler), Eddie Powers Memorial Trophy (Topscorer), Jim Mahon Memorial Trophy (Topscorer – Rechter Flügelstürmer)
- 1981/82: Pat Verbeek – Emms Family Award (Rookie des Jahres)
- 1984: Dave Moylan – Jack Ferguson Award (First Overall Draft Pick)
- 1985/86: Jeff Brown – Max Kaminsky Trophy (Bester Verteidiger)
- 1987: John Uniac – Jack Ferguson Award (First Overall Draft Pick)
- 1993/94: Jamie Rivers – Max Kaminsky Trophy (Bester Verteidiger)
- 1994/95: David MacDonald – F. W. „Dinty“ Moore Trophy (Niedrigster Gegentorschnitt – Rookie)
- 1998/99: Norm Milley – Jim Mahon Memorial Trophy (Topscorer – Rechter Flügelstürmer)
- 1998/99: Ryan McKie – Dan Snyder Memorial Trophy (Humanitarian of the Year)
- 2000/01: Alexei Semjonow – Max Kaminsky Trophy (Bester Verteidiger)
- 2004/05: Benoît Pouliot – CHL Rookie of the Year, Emms Family Award (OHL Rookie des Jahres)
- 2006/07 Marc Staal – Max Kaminsky Trophy (Bester Verteidiger), Wayne Gretzky 99 Award (MVP der Playoffs)
- 2008: John McFarland – Jack Ferguson Award (First Overall Draft Pick)
- 2011/12: Michael Sgarbossa – Eddie Powers Memorial Trophy (Topscorer)
- 2015: David Levin – Jack Ferguson Award (First Overall Draft Pick)
- 2018: Quinton Byfield – Jack Ferguson Award (First Overall Draft Pick)
- 2018/19: Ukko-Pekka Luukkonen – Red Tilson Trophy (Bester Spieler)
- 2018/19: Quinton Byfield –  CHL Rookie of the Year, Emms Family Award (Rookie des Jahres)
- 2021: Quentin Musty – Jack Ferguson Award (First Overall Draft Pick)

## Trainer
| - 1972–73: B.MacKenzie, L.Rubic, T.Boyce - 1973–74: Mac MacLean - 1974–75: Stu Duncan - 1975–77: Jerry Toppazzini - 1977–78: Marcel Clements, Andy Laing - 1978–81: Andy Laing - 1981–82: Joe Drago - 1982–83: Ken Gratton, M.Clements, B.Harris - 1983–84: Billy Harris, Andy Spruce - 1984–85: Andy Spruce - 1985–86: Bob Strumm, Wayne Maxner - 1986–87: Guy Blanchard | - 1987–88: John Wallin, Ken MacKenzie - 1988–92: Ken MacKenzie - 1992–95: Glenn Merkosky - 1995–96: Glenn Merkosky, Todd Lalonde - 1996–97: Todd Lalonde - 1997–98: Todd Lalonde, Tom Watt - 1998–99: Reg Higgs - 1999–03: Bert Templeton - 2003–09: Mike Foligno - 2009–10: Bryan Verreault, Mike Foligno - seit 2010: Trent Cull |

## Spielzeiten
| Saison  | GP | W  | L  | T  | OTL | SOL | P   | P %   | GF  | GA  | Platzierung | Play-offs                |
| ------- | -- | -- | -- | -- | --- | --- | --- | ----- | --- | --- | ----------- | ------------------------ |
| 1972/73 | 63 | 21 | 32 | 10 | –   | –   | 52  | 0.413 | 289 | 379 | 7. OHA      | 1. Runde                 |
| 1973/74 | 70 | 31 | 26 | 13 | –   | –   | 75  | 0.536 | 298 | 288 | 5. OHA      | 1. Runde                 |
| 1974/75 | 70 | 31 | 29 | 10 | –   | –   | 72  | 0.514 | 324 | 289 | 5. OHA      | 2. Runde                 |
| 1975/76 | 66 | 47 | 11 | 8  | –   | –   | 102 | 0.773 | 384 | 224 | 1. Leyden   | Finale                   |
| 1976/77 | 66 | 38 | 24 | 4  | –   | –   | 80  | 0.606 | 385 | 290 | 2. Leyden   | Viertelfinale            |
| 1977/78 | 68 | 16 | 42 | 10 | –   | –   | 42  | 0.309 | 255 | 377 | 6. Leyden   | nicht qualifiziert       |
| 1978/79 | 68 | 40 | 27 | 1  | –   | –   | 81  | 0.596 | 397 | 361 | 2. Leyden   | Halbfinale               |
| 1979/80 | 68 | 33 | 33 | 2  | –   | –   | 68  | 0.500 | 299 | 309 | 5. Leyden   | Viertelfinale            |
| 1980/81 | 68 | 20 | 45 | 3  | –   | –   | 43  | 0.316 | 284 | 380 | 6. Leyden   | nicht qualifiziert       |
| 1981/82 | 68 | 19 | 48 | 1  | –   | –   | 39  | 0.287 | 274 | 401 | 7. Emms     | nicht qualifiziert       |
| 1982/83 | 70 | 15 | 55 | 0  | –   | –   | 30  | 0.214 | 269 | 422 | 7. Emms     | nicht qualifiziert       |
| 1983/84 | 70 | 19 | 50 | 1  | –   | –   | 39  | 0.279 | 287 | 427 | 8. Emms     | nicht qualifiziert       |
| 1984/85 | 66 | 17 | 46 | 3  | –   | –   | 37  | 0.280 | 224 | 348 | 8. Emms     | nicht qualifiziert       |
| 1985/86 | 66 | 29 | 33 | 4  | –   | –   | 62  | 0.470 | 293 | 330 | 5. Emms     | 1. Runde                 |
| 1986/87 | 66 | 20 | 44 | 2  | –   | –   | 42  | 0.318 | 285 | 377 | 8. Emms     | nicht qualifiziert       |
| 1987/88 | 66 | 17 | 48 | 1  | –   | –   | 35  | 0.265 | 208 | 339 | 8. Emms     | nicht qualifiziert       |
| 1988/89 | 66 | 23 | 36 | 7  | –   | –   | 53  | 0.402 | 262 | 334 | 7. Emms     | nicht qualifiziert       |
| 1989/90 | 66 | 36 | 23 | 7  | –   | –   | 79  | 0.598 | 295 | 267 | 3. Emms     | 1. Runde                 |
| 1990/91 | 66 | 33 | 28 | 5  | –   | –   | 71  | 0.538 | 288 | 265 | 6. Leyden   | 1. Runde                 |
| 1991/92 | 66 | 33 | 27 | 6  | –   | –   | 72  | 0.545 | 331 | 320 | 4. Leyden   | Viertelfinale            |
| 1992/93 | 66 | 31 | 30 | 5  | –   | –   | 67  | 0.508 | 291 | 300 | 4. Leyden   | Viertelfinale            |
| 1993/94 | 66 | 34 | 26 | 6  | –   | –   | 74  | 0.561 | 299 | 275 | 3. Leyden   | Halbfinale               |
| 1994/95 | 66 | 43 | 17 | 6  | –   | –   | 92  | 0.697 | 314 | 208 | 2. Central  | Halbfinale               |
| 1995/96 | 66 | 27 | 36 | 3  | –   | –   | 57  | 0.432 | 262 | 288 | 6. Central  | nicht qualifiziert       |
| 1996/97 | 66 | 21 | 37 | 8  | –   | –   | 50  | 0.379 | 251 | 302 | 6. Central  | nicht qualifiziert       |
| 1997/98 | 66 | 25 | 34 | 7  | –   | –   | 57  | 0.432 | 257 | 268 | 5. Central  | Viertelfinale            |
| 1998/99 | 68 | 25 | 35 | 8  | –   | –   | 58  | 0.426 | 261 | 288 | 2. Central  | Viertelfinale            |
| 1999/00 | 68 | 39 | 23 | 5  | 1   | –   | 84  | 0.610 | 262 | 221 | 2. Central  | Halbfinale               |
| 2000/01 | 68 | 35 | 22 | 8  | 3   | –   | 81  | 0.574 | 237 | 196 | 1. Central  | Conference Halbfinale    |
| 2001/02 | 68 | 25 | 33 | 5  | 5   | –   | 60  | 0.404 | 171 | 216 | 3. Central  | Conference Viertelfinale |
| 2002/03 | 68 | 16 | 46 | 4  | 2   | –   | 38  | 0.265 | 175 | 273 | 5. Central  | nicht qualifiziert       |
| 2003/04 | 68 | 25 | 32 | 6  | 5   | –   | 61  | 0.412 | 185 | 220 | 5. Central  | Conference Viertelfinale |
| 2004/05 | 68 | 32 | 23 | 6  | 7   | –   | 77  | 0.515 | 201 | 185 | 4. Central  | Conference Halbfinale    |
| 2005/06 | 68 | 34 | 28 | –  | 1   | 5   | 74  | 0.544 | 227 | 222 | 3. Central  | Conference Halbfinale    |
| 2006/07 | 68 | 29 | 30 | –  | 3   | 6   | 67  | 0.486 | 225 | 241 | 3. Central  | OHL-Finale               |
| 2007/08 | 68 | 17 | 46 | –  | 2   | 3   | 39  | 0.287 | 175 | 292 | 5. Central  | nicht qualifiziert       |
| 2008/09 | 68 | 26 | 35 | –  | 3   | 4   | 59  | 0.434 | 227 | 282 | 5. Central  | Conference Viertelfinale |
| 2009/10 | 68 | 26 | 35 | –  | 4   | 3   | 59  | 0.434 | 193 | 267 | 5. Central  | Conference Viertelfinale |
| 2010/11 | 68 | 29 | 35 | –  | 2   | 2   | 62  | 0.456 | 235 | 276 | 4. Central  | Conference Halbfinale    |
| 2011/12 | 68 | 36 | 26 | –  | 4   | 2   | 78  | 0.574 | 242 | 240 | 4. Central  | Conference Viertelfinale |
| 2012/13 | 68 | 29 | 27 | –  | 5   | 7   | 70  | 0.515 | 214 | 234 | 3. Central  | Conference Halbfinale    |
| 2013/14 | 68 | 33 | 24 | –  | 3   | 8   | 77  | 0.566 | 220 | 228 | 3. Central  | Conference Viertelfinale |

 GP = Spiele, W = Siege, L = Niederlagen, T = Unentschieden, OTL = Overtime-Niederlagen, SOL = Shutout-Niederlagen, P= Punkte, GF = Tore, GA = Gegentore

## Bekannte ehemalige Spieler

### Erstrunden-Draftpicks
| Draftjahr | Spieler         | Position | Team                  |
| --------- | --------------- | -------- | --------------------- |
| 1973      | Morris Titanic  | 12.      | Buffalo Sabres        |
| 1974      | Gord McTavish   | 15.      | Canadiens de Montréal |
| 1976      | Rod Schutt      | 13.      | Canadiens de Montréal |
| 1976      | Alex McKendry   | 14.      | New York Islanders    |
| 1977      | Ron Duguay      | 13.      | New York Rangers      |
| 1978      | Dave Hunter     | 17.      | Canadiens de Montréal |
| 1979      | Mike Foligno    | 3.       | Detroit Red Wings     |
| 1985      | Craig Duncanson | 9.       | Los Angeles Kings     |
| 1986      | Ken McRae       | 18.      | Nordiques de Québec   |
| 1989      | Adam Bennett    | 6.       | Chicago Blackhawks    |
| 1991      | Glen Murray     | 18.      | Boston Bruins         |
| 1992      | Brandon Convery | 8.       | Toronto Maple Leafs   |
| 1993      | Mike Wilson     | 20.      | Vancouver Canucks     |
| 1997      | Paul Mara       | 7.       | Tampa Bay Lightning   |
| 1999      | Taylor Pyatt    | 8.       | New York Islanders    |
| 2005      | Benoît Pouliot  | 4.       | Minnesota Wild        |
| 2005      | Marc Staal      | 12.      | New York Rangers      |
| 2006      | Nick Foligno    | 28.      | Ottawa Senators       |

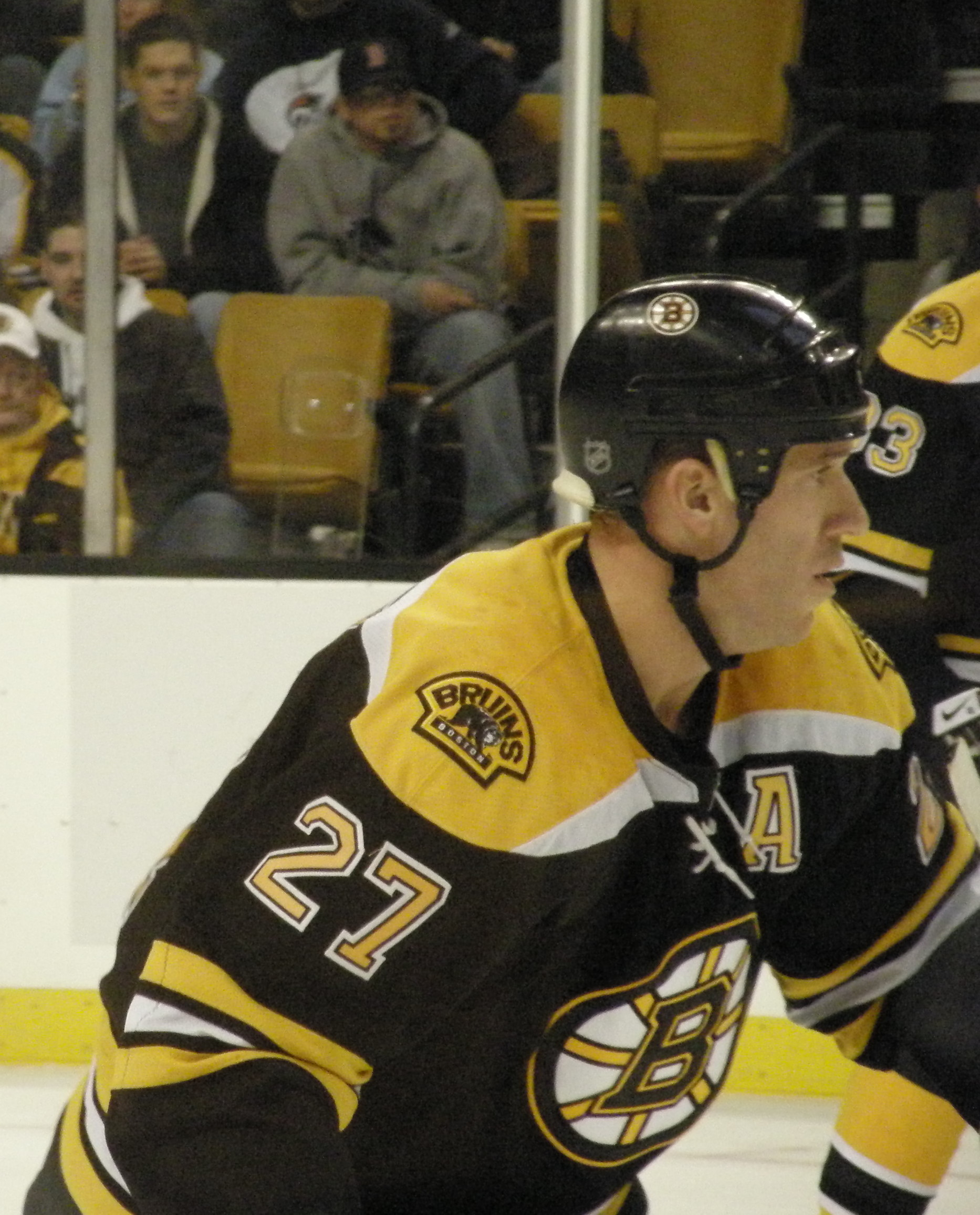
Glen Murray

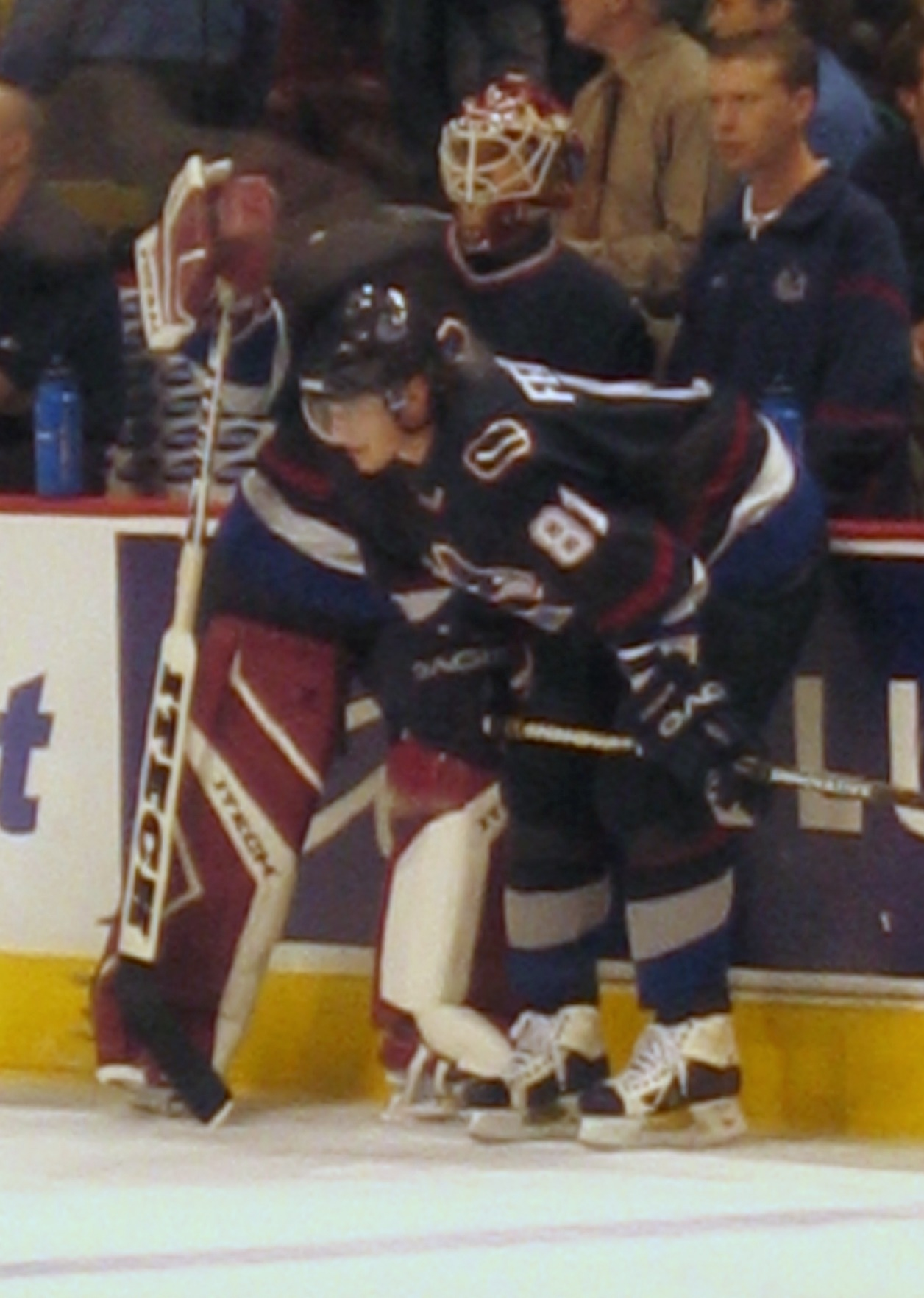
Fjodor Fjodorow

Verschiedene Spieler, die ihre Juniorenzeit bei den Wolves verbrachten, machten später auch in der National Hockey League oder der DEL Karriere. Zu ihnen gehören:
- Jeremy Adduono
- Akim Aliu
- Mike Allison
- Derek Armstrong
- Don Beaupre
- Jim Bedard
- Jason Bonsignore
- Randy Carlyle
- Ben Chiarot
- Sebastian Dahm
- Paul DiPietro
- Patrick Ehelechner
- Radek Faksa
- Dave Farrish
- Fjodor Fjodorow
- Mike Fisher
- Rory Fitzpatrick
- Marcus Foligno
- Sean Gagnon
- Kevin Grant
- Dale Hunter
- Mike Hudson
- Jason Jaspers
- Dominik Kahun
- Dominik Kubalík
- Chris Kontos
- Josh Leivo
- Dale McCourt
- Jay McKee
- Adam McQuaid
- Ethan Moreau
- Glen Murray
- Ždenek Nedved
- Ron Newhook
- Sean O’Donnell
- Michael Peca
- Randy Pierce
- Andrew Raycroft
- Eddy Rinke-Leitans
- Jamie Rivers
- Richard Rochefort
- Alexei Semjonow
- Mike Smith
- Jared Staal
- Marc Staal
- Steve Staios
- Stephen Valiquette
- Pat Verbeek
- Jason Young

### Gesperrte Rückennummern

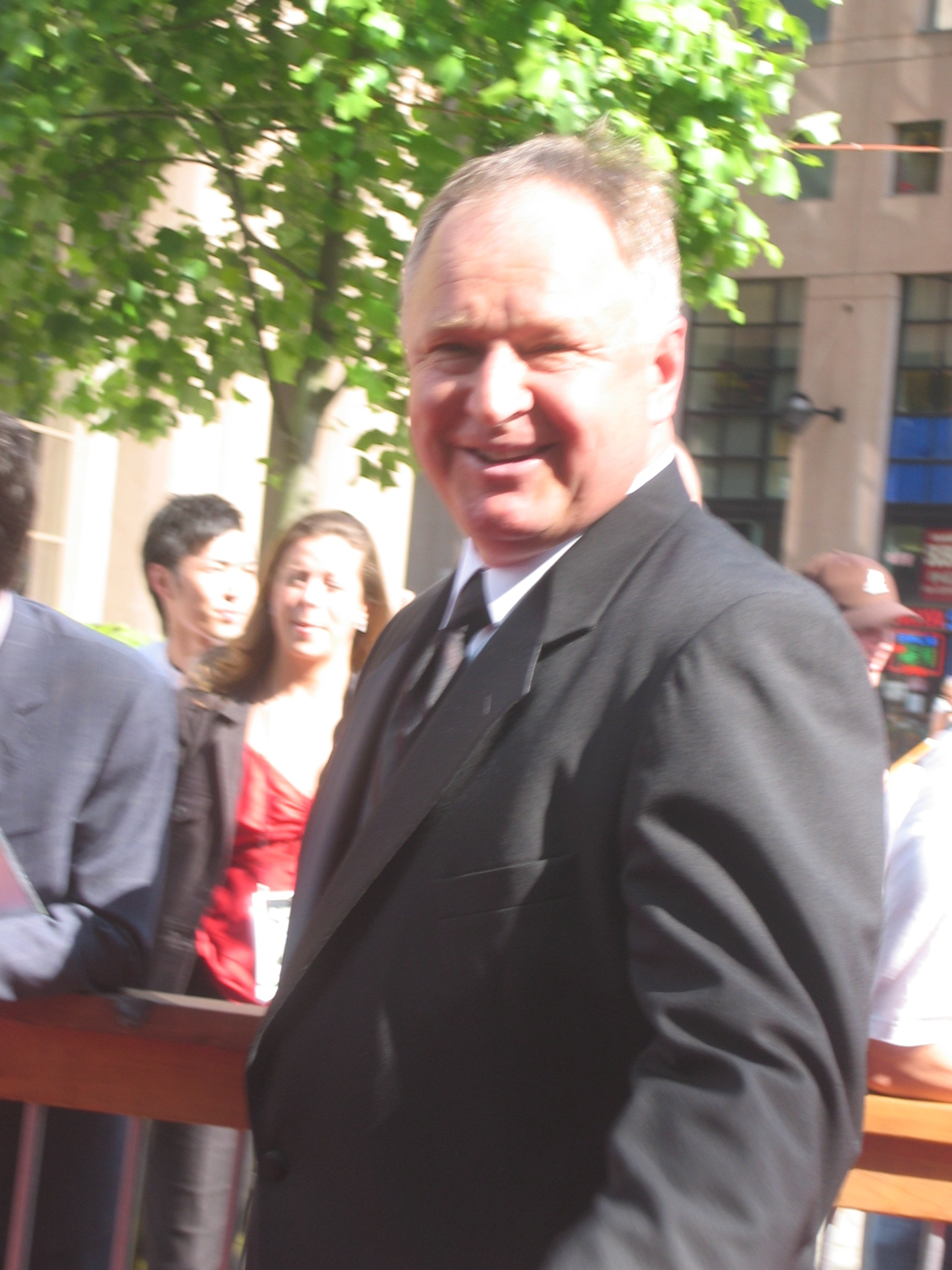
Nummer 6 – Randy Carlyle

Folgende Spieler haben sich um den Verein verdient gemacht, sodass ihre Rückennummern zu ihren Ehren nicht mehr vergeben werden:
- 6 – Randy Carlyle
- 10 – Ron Duguay
- 17 – Mike Foligno

## Teamrekorde
| Reguläre Saison    | Reguläre Saison | Reguläre Saison | Reguläre Saison |
| Statistik          | Total           | Saison          |                 |
| ------------------ | --------------- | --------------- | --------------- |
| Punkte             | 102             | 1975/76         |                 |
| Siege              | 47              | 1975/76         |                 |
| Meiste Tore        | 397             | 1978/79         |                 |
| Wenigste Tore      | 171             | 2001/02         |                 |
| Wenigste Gegentore | 185             | 2004/05         |                 |
| Meiste Gegentore   | 427             | 1983/84         |                 |

| Individuelle Rekorde                        | Individuelle Rekorde | Individuelle Rekorde | Individuelle Rekorde |
| Statistik                                   | Spieler              | Total                | Saison               |
| ------------------------------------------- | -------------------- | -------------------- | -------------------- |
| Tore                                        | Rod Schutt           | 72                   | 1975/76              |
| Assists                                     | Ron Duguay           | 92                   | 1975/76              |
| Punkte                                      | Mike Foligno         | 150                  | 1978/79              |
| Punkte Rookie                               | Pat Verbeek          | 88                   | 1981/82              |
| Punkte Verteidiger                          | Jamie Rivers         | 121                  | 1993/94              |
| Gegentorschnitt*                            | Matt Mullin          | 3.04                 | 1994/95              |
| * Torhüter mit mindestens 1500 Spielminuten |                      |                      |                      |